# Banský Studenec
Banský Studenec (in tedesco Kohlbach o Goldbach, in ungherese Tópatak) è un comune della Slovacchia facente parte del distretto di Banská Štiavnica, nella regione di Banská Bystrica.

## Storia
Fondato da minatori sassoni nel 1266 (Kulpah, Gultpach), dediti allo sfruttamento dei giacimenti auriferi dell'area, fu possedimento della città di Banská Štiavnica.